# Mars 1829

## Événements
- 4 mars : cérémonie d'investiture à Washington D.C. du septième président des États-Unis, Andrew Jackson.

- 13 mars : création de la D.D.S.G., la compagnie de navigation à vapeur du Danube (Donaudampfschiffahrtsgesellschaft).

- 22 mars : conférence de Londres. La Grèce devient autonome vis-à-vis de l'Empire ottoman.

- 24 mars - 13 avril : Roman Catholic Relief Act. L'homme politique irlandais Daniel O'Connell obtient l'émancipation des catholiques dans le Royaume-Uni.

- 31 mars : début du pontificat de Pie VIII (fin en 1831).

## Naissances
- 3 mars :
  - Auguste Houzeau (mort en 1911), chimiste et agronome français.
  - Rita-Christina, sœurs siamoises († 23 novembre 1929).
- 5 mars : Jean-Jacques Henner, peintre alsacien.
- 15 mars : Pierre-Hector Coullié, cardinal français, archevêque de Lyon († 11 septembre 1912).
- 23 mars : Norman Robert Pogson (mort en 1891), astronome britannique.
- 24 mars : Ignacio Zaragoza, général mexicain qui s'illustra dans la guerre contre le corps expéditionnaire français († 8 septembre 1862).